# Vĩnh Xá
Vĩnh Xá là một xã thuộc huyện Kim Động, tỉnh Hưng Yên, Việt Nam.

## Địa lý
Xã Vĩnh Xá nằm ở phía bắc huyện Kim Động, có vị trí địa lý:
- Phía đông giáp xã Toàn Thắng
- Phía tây và phía bắc giáp huyện Khoái Châu
- Phía nam giáp xã Phạm Ngũ Lão và xã Đồng Thanh.

Xã Vĩnh Xá có diện tích 5,84 km², dân số năm 2019 là 6.781 người, mật độ dân số đạt 1.162 người/km².

## Hành chính
Xã Vĩnh Xá được chia thành 3 thôn: Đào Xá, Ngô Xá, Vĩnh Hậu. 

## Kinh tế
Tốc độ phát triển kinh tế năm sau cao hơn năm trước; đời sống vật chất, tinh thần của nhân dân được cải thiện rõ rệt. Thu nhập bình quân đầu người năm sau cao hơn năm trước. Nhân dân tích cực lao động sản xuất, đoàn kết, chung tay cùng Đảng, chính quyền xây dựng nông thôn mới.
Trong những năm qua, xã luôn đạt chính quyền trong sạch vững mạnh.
Tình hình an ninh chính trị, trật tự an toàn xã hội, an ninh quốc phòng được đảm bảo.

## Văn hóa
Xã có 2 đạo giáo là Đạo Phật và Đạo Thiên Chúa Giáo, có 1 linh mục và 3 nhà sư trụ trì ở 3 chùa của 3 thôn, nhân dân lương giáo đoàn kết, sống tốt đời đẹp đạo. Hoạt động tín ngưỡng có nề nếp và đảm bảo đúng quy định của pháp luật.
Xã có 5 di tích lịch sử cấp quốc gia và 7 di tích cấp tỉnh. Xã có 3 làng đều đạt danh hiệu làng văn hóa.

### Đình, chùa, miếu Ngô Xá
Thôn Ngô Xá có cả đình, chùa và miếu tạo thành một cụm di tích kiến trúc nghệ thuật độc đáo. Thôn Ngô Xá có tên Nôm làng Ngò. Cả đình, chùa, miếu đều được gọi theo tên làng. Riêng ngôi chùa có tên chữ là “Ninh Khánh Tự”.
Theo dân gian trong vùng truyền tụng, cả cụm di tích này đều do thầy địa lý Tả Ao chọn thế đất rồng chầu hổ phục, chỗ cao thoáng gió, ở ngay đầu làng trước mặt có dòng thông thủy gồm cả ao, hồ và sông. Cụm di tích được xây dựng vào thời Hậu Lê, đến thời Nguyễn được trùng tu lại. Chùa thờ Phật, đình và miếu đều thờ Tam vị Đại Vương: Đông Thiện Sùng Tín Đại Vương, Đông Chinh Thiện Môn Đại Vương và Tây Chinh Địa Phủ Đại Vương. Lễ hội hàng năm được tổ chức vào các ngày 10/3 và 08/8 âm lịch.
Dân gian truyền lại theo thần tích như sau: Những năm bên Trung Hoa loạn ly, có một người tên là Sùng Quang quê tận Long Hưng bên Tầu chạy sang cư trú ở xã Phúc Bái, huyện Quốc Oai, phủ Linh Sơn, tỉnh Sơn Tây. Tại Phúc Bái ông đã làm bạn với bà Nguyệt. Gia đình sống trong đầm ấm hạnh phúc và làm nghề cắt thuốc chữa bệnh cho nhân dân. Chữa bệnh cho người nghèo khó ông bà không thu tiền mà còn nuôi ăn. Nhân dân khắp vùng đều ngợi khen vợ chồng ông là nhân đức. Song hiềm một nỗi vợ chồng ông đã cao tuổi rồi mà con cái vẫn chưa có.
Đến thời gian đất nước ta rơi vào cảnh loạn ly, 12 sứ quân tranh giành quyền lực gây bao tang tóc cho dân lành. Vợ chộng ông Sùng Quang phải chạy sang Ngô Tô Trang (tên gọi cũ của thôn Ngô Xá ngày nay), thuộc phủ Khoái Châu, làm nhà ở nhờ trong khu chùa Ngô Xá. Tại đây ông bà vẫn chọn nghề bốc thuốc, nông tang làm kế sinh nhai và vẫn thường lên chùa lễ Phật cầu tự. Trong một đêm mưa gió bão bùng, bà nằm mơ thấy mình sinh được ba con trai khôi ngô tuấn tú, văn võ tài ba. Như mộng báo, một thời gian sau bà mang thai và sinh được ba người con trai và đặt tên là: Trưởng Viết Sùng Công, Thứ Viết Quách Công và Thứ Viết Thiện Công. Cuộc sống của ông bà giờ đã đầm ấm hạnh phúc thực sự.
Thần tích ghi tiếp: Ông bà cho cả ba con theo học một đạo sĩ nổi tiếng thời bấy giờ. Cả ba người đều được bạn bè trong xã kính nể và yêu mến. Khi ba anh em vào tuổi 18 thì cả cha mẹ đều lâm bệnh tạ thế, ba anh em thương xót làm lễ an táng cho cha mẹ ngay bên cạnh chùa và lập đàn làm lễ cầu siêu báo đáp công ơn. Sau khi cha mẹ mất, ba anh ẹm tảo tần làm ăn và vẫn nhiệt tâm học hành văn võ. Họ dựng một ngôi quán ở gốc đa đầu làng bán cơm rượu. Chính nơi quán đó đã trở thành chỗ hội tụ của thanh niên trai tráng và các bậc anh hào. Cũng thời kỳ này, nội chiến giữa 12 sứ quân kéo dài gây cho dân ta cảnh nồi da nấu thịt. Đinh Bộ Lĩnh là một trong những sứ quân mạnh và uy tín nhất đóng đô ở Hoa Lư, đã cho tướng Nguyễn Bặc đem quân đi dẹp loạn. Đến đất Ngô Xá thì trời đã tối. Nguyễn Bặc cho quân sĩ nghỉ tại đây, ba anh dem Sùng Công biết được liền chiêu tập binh sĩ được hơn ba trăm người gồm Phượng Lâu: 5, An Tảo: 10, An Xá: 45, Vĩnh Đồng: 45, Dưỡng Phú: 51, Cốc Khê, Tạ Xá: 55, Đào Xá: 36 và trang sở tại 55 người rồi đem quân đến yết kiến tướng Nguyễn Bặc. Thấy được nhiệt tình của ba anh em, Nguyễn Bặc cùng họ đoàn kết làm anh em như trong một bọc. Sau đó họ cùng nhau kéo quân về Hoa Lư yết kiến vua Đinh.
Dưới sự chỉ huy của ba vị tướng trẻ, quân sĩ đi tới đâu cũng được nhân dân ủng hộ, quân giặc nghe tiếng phải bỏ giáo quy hàng. Các đạo quân phiến loạn tan rã một cách nhanh chóng, giang sơn thu về một mối, dân tộc chấm dứt cảnh chém giết lẫn nhau. Trong niềm vui và phấn khởi tràn ngập kinh thành Hoa Lư, Đinh Tiên Hoàng ca ngợi tinh thần chiến đấu dũng cảm của ba quân, ca ngợi trí thông minh và đức độ của ba anh em Sùng Công. Vua Đinh đã phong tặng Sùng Công làm Trưởng Án Nội Các, Quách Công làm Kim Thiên Môn Điện, Thiện Công làm Tây Chính Trấn Ngự Phủ Điện.
Sau khi nhận chức trong triều được 12 năm, ba ông đã dâng biểu sớ xin triều đình cho về Ngô Xá thăm quê hương và mộ phần cha mẹ, nhà vua cảm kích đã ban cho ba ông vàng 55 hốt, áo bào 1 cuộn. Người dân địa phương vô cùng phấn chấn khi gặp lại ba ông. Trong niềm vui đó, ba ông đã tặng nhân dân Ngô Xá 300 hốt vàng để lập đình miếu, sửa sang lại ngôi chùa. Qua một thời gian, ba ông đã mất tại xã. Tại ngôi miếu, nhân dân đã tạc tượng ba ông để tôn thờ. Trên bài vị đặt trong khám trước ban thờ, tên ba ông vẫn ngời sáng. Ngày sinh của ba ông là 10/3, ngày mất là 09/8. Vào những ngày này nhân dân gần xa thường đến thắp hương tế lễ, rước kiệu tôn vinh những tấm gương cao đẹp, đã hiến dâng tất cả sức lực trí tuệ của mình để bảo vệ nền độc lập dân tộc.
Để bảo lưu đạo lý tốt đẹp của ba ông, các triều đại sau đó đều phong sắc để nhân dân thờ phụng và học tập. Theo truyền ngôn, thế kỷ XV, khi tiến quân đi đánh giặc Minh qua đây, Lê Lợi đã vào thắp hương, được ba ông báo mộng phù giúp, Lê Lợi như được tiếp thêm sức mạnh khi vào trận ông đã giành được thắng lợi lớn.
Phát huy truyền thống đó, trong kháng chiến chống thực dân Pháp, những di tích này đều là cơ sở che giấu bảo vệ cán bộ, bộ đội góp phần đưa cuộc kháng chiến đến thắng lợi. Đến nay đất nước đã đổi mới, các di tích được trở về đúng vị trí là nơi sinh hoạt văn hoá tín ngưỡng của làng. Trong những ngày lễ hội, nhân dân tập trung ở di tích này rất đông vui, hào hứng cùng nhau tiến hành tế lễ, rước kiệu và vui chơi với các hình thức văn hóa thể thao sinh động.
Các hiện vật trong cụm di tích hiện còn: Hai kiệu bát cống, hai kiệu long đình sơn son thếp vàng; một bát hương sứ cao 0,38m, đường kính miệng rộng 0,6m niên đại Bảo Đại thứ 5; một chuông đồng cao 0,85m đường kính miệng rộng 0,42m, một bộ bát bửu, một bộ long đao 8 chiếc; bốn cây đèn lồng và bốn cây đèn gỗ; 6 cỗ ngai, ba ở đình, ba ở miếu đều sơn son thếp vàng; 16 pho tượng phật ở chùa, 3 pho tượng thần ở miếu; một cầu đá thời Lê gồm 6 tấm đá rộng 0,45m dài 1,05m (đường vào chùa); 3 bàn thờ gỗ sơn son với riềm chạm dây hoa cỡ 1,4 × 0,6m; 16 cột đá cỡ 2,2 × 0,25; 13 đạo sắc phong thời Lê và thời Nguyễn; một giá gương gỗ sơn son thếp vàng chạm long vân, 8 đại tự sơn son thếp vàng và 4 đôi câu đối rất cổ kính. Cụm đình, chùa, miếu Ngô Xá được Nhà nước xếp hạng Di tích kiến trúc nghệ thuật cấp quốc gia theo Quyết định số 634 ngày 11/5/1993 của Bộ Văn hoá-Thông tin.

### Đền Đào Xá
Đền Đào Xá có tên xưa là đền Sướng Thiện, là Tam Giáo Động, được xây dựng ở đầu thôn trên một khu đất cao, thoáng mát từ thập niên đầu thế kỷ XIX. Theo các cụ cao tuổi nhất ở đây kể lại, khoảng năm 1896, cụ từ trông coi đèn nhang đã sang đền Bạch Mã thuộc huyện Phú Xuyên tỉnh Hà Đông cũ xin tên hèm để thờ, đặt tên cho đền là Sướng Thiện. Từ đó nhân dân trong vùng tìm đến đây lễ bái cầu phúc, hướng thiện và xin thuốc nam về chữa bệnh.
Đền được xây dựng theo kiến trúc điêu khắc thời Nguyễn muộn có vòm cuốn bê tông và hình khối nội công ngoại quốc. Đến năm 1929, nhân dân lại đóng góp công sức và tiền của tu tạo lại đền cho bề thế, khang trang hơn. Khi hội Tam Thánh ra đời, đền thờ Phật – Tiên – Thánh, 3 vị giáo tổ và thờ vọng những vị anh hùng dân tộc đã có công cầm quân chống ngoại xâm như Trần Hưng Đạo, Phạm Ngũ Lão. Tên đền Sướng Thiện hay Tam Giác Động nói lên ý tưởng và tâm nguyện về điều thiện, hành động theo điều thiện. Sau này, tên đền được gọi theo tên thôn: Đền Đào Xá. Đào chính là tên một dòng họ có người đến khai phá vùng đất này sớm nhất và cũng là họ phát triển đông đúc nhất thời ấy.
Thời kỳ 1939 – 1945, Đảng ta vận động đấu tranh cách mạng trong sự khủng bố, lùng sục gắt gao của chính quyền thực dân đền Đào Xá là một trong những cơ sở cất giấu tài liệu của Đảng bộ Hưng Yên. Trong cuộc Tổng khởi nghĩa tháng 8 năm 1945, nhiều cuộc mít tinh hội họp lớn của xã đã được tổ chức tại đền. Khi cuộc kháng chiến chống thực dân Pháp diễn ra ác liệt, vùng đất này từng có thời gian bị địch chiếm đóng, đền Đào Xá lại là nơi cán bộ ta đặt chân an toàn để phát triển phong trào đóng vai người đến đền cúng lễ, khi lại là người lên đền xin lá thuốc về chữa bệnh cho người nhà. Trong đền có hầm bí mật nuôi giấu cán bộ. Hòn non bộ đắp nổi giữa hồ nước trong khuôn viên với mục đích cất giấu tài liệu nên được tạo dáng nhiều hang lạch ăn sâu vào giữa khối đá giả sơn trông lạ mắt mà kín đáo.
Bước vào cuộc kháng chiến chống Mỹ, Bộ Tư lệnh Quân khu III đã về đây mở Hội nghị Quân chính bàn việc chống chiến tranh phá hoại của địch và các chủ trương biện pháp chi viện cho chiến trường miền Nam. Tiếp đó, Bộ Y tế  lại chọn đền Đào Xá làm địa điểm sơ tán cho xí nghiệp Dược phẩm.
Đền Đào Xá còn lưu giữ được nhiều hiện vật quý, ngoài hòn non bộ xây đắp công phu, phải kể đến 24 pho tượng mỗi pho đều có vẻ hấp dẫn riêng. Nhiều đồ tế tự có giá trị điêu khắc như pho kiệu Ngọc Bộ, ngai, cửa võng, câu đối cùng với nhiều cổ vật quý hiếm nh lọ độc bình, lọ hoa, choé, bát hương…
Đền Đào Xá được Nhà nước công nhận Di tích lịch sử và nghệ thuật cấp quốc gia theo Quyết định số 1570 ngày 05/9/1989 của Bộ Văn hoá-Thông tin.